# 張榮男
張榮男（1973年11月25日—），韓國女演員，另譯「張英南」。1995年大學畢業後加入棉花劇團，以話劇演員身份出道，第一部話劇作品為吳泰錫導演的《羅密歐與朱麗葉》。2003年開始參演影視作品，曾獲第37屆百想藝術大獎戲劇部門新人演技獎、第50屆大鐘獎最佳女配角等奖项。

## 演出作品

### 電視劇
- 2007年：KBS《達子的春天》飾演 基中的妻子
- 2008年：MBC《甜蜜的人生》飾演 成淑
- 2008年：KBS《三個爸爸一個媽》飾演 盧熙淑
- 2008年：KBS《太陽的女子》飾演 金銀菲
- 2008年：KBS《戀愛結婚》飾演 代表
- 2008年：MBC every1《別巡檢2》飾演 羅檢律
- 2008年：MBC《愛你，別哭》飾演 吳寧
- 2009年：MBC《HERO》飾演 陳道熙
- 2010年：SBS《大物》飾演 王棕琪
- 2010年：SBS《我是傳說》飾演 吳勝慧
- 2011年：KBS《相信愛情》飾演 金意淑
- 2011年：KBS《榮光的在仁》飾演 呂恩珠
- 2011年：OCN《吸血鬼檢察官》飾演 尹智熙
- 2012年：MBC《擁抱太陽的月亮》飾演 阿莉
- 2012年：MBC《Dr. JIN》飾演 趙夫人
- 2012年：tvN《我愛李太利》飾演 吳美子
- 2012年：MBC《馬醫》飾演 姜道準的妻子
- 2012年：SBS《家族的誕生》飾演 馬珍熙
- 2013年：MBC《七級公務員》飾演 張英順
- 2013年：SBS《張玉貞，為愛而生》飾演 千尚宮
- 2013年：SBS《結婚的女神》飾演 權恩希
- 2014年：SBS《皮諾丘》飾演 達佈的親媽媽
- 2014年：SBS《現代農夫》飾演 尹淑卿（特別演出）
- 2015年：Mnet《七顛八起具海拉》飾演 康順
- 2015年：KBS Drama《Miss Mammamia》飾演 李美蓮
- 2015年：KBS《雪路》飾演 崔鍾芬的媽媽
- 2015年：MBC《女王之花》飾演 崔慧珍
- 2015年：MBC《華麗的誘惑》飾演 姜日蘭
- 2015年：SBS《你的窺視》飾演 南慶熙
- 2016年：MBC《舉重妖精金福珠》飾演 崔成恩
- 2017年：SBS《我的野蠻女友》飾演 許氏
- 2017年：MBC《王在相愛》飾演 元成公主
- 2018年：KBS《Lovely Horribly》飾演 金沃希
- 2018年：tvN《從天而降的一億顆星》飾演 卓素靜
- 2019年：tvN《成為王的男人》飾演 大妃
- 2019年：JTBC《我的國家》飾演 瑞雪
- 2019年: SBS《Secret Boutique》飾演 朴珠賢
- 2020年：MBC《那個男人的記憶法》飾演 崔熙湘
- 2020年：tvN《雖然是精神病但沒關係》飾演 朴幸子
- 2020年：SBS《無人知曉 (電視劇)》飾演 鄭素妍
- 2021年：tvN《惡魔法官》飾演 車慶熙
- 2021年：MBC《黑色太陽》飾演 都真淑
- 2021年：MBC《莫比烏斯：黑色太陽》飾演 都真淑
- 2022年：SBS《青春應援Cheer Up》飾演 成春洋
- 2023年：tvN《浪漫速成班》飾演 張瑞珍
- 2023年：tvN《神聖的偶像》飾演 閻羅王
- 2023年：tvN《有益的欺詐》飾演 徐桂淑（特別出演）
- 2023年：ENA《沙之花也有春天》飾演 馬真淑
- 2024年：tvN《魅惑之人》飾演 王大妃朴氏
- 2024年：Disney+《暴君》飾演 關女士
- 2024年：tvN《媽媽朋友的兒子》飾演 徐惠淑
- 2025年：tvN《未知的首爾》飾演 金沃禧

### 電影
- 2004年：《認識的女人》
- 2005年：《緝兇48小時》
- 2005年：《戀愛》
- 2006年：《偉大的族譜》
- 2007年：《兒子》飾演 崔成恩
- 2007年：《驚駭糖果屋》
- 2009年：《七級公務員》飾演 洪隊長
- 2009年：《不信地獄》
- 2009年：《愛子》
- 2009年：《早安總統》
- 2010年：《美麗的聲音》飾演 方科長
- 2010年：《猜謎王》
- 2010年：《尋找完美先生》
- 2010年：《開心鬼上身》飾演 愛哭大嬸
- 2011年：《藍鹽》
- 2011年：《痛症》飾演 啟晶
- 2011年：《偶像先生》
- 2012年：《鄰居》飾演 秀妍母親
- 2012年：《狼少年》飾演 劉玉熙
- 2013年：《公正社會》
- 2013年：《朋友2》飾演 惠智
- 2014年：《你是我的吸血鬼》
- 2014年：《秘密調查》
- 2014年：《國際市場》飾演 德洙母親
- 2016年：《不要忘記我》飾演 金英姬
- 2016年：《解語花》飾演 山月
- 2017年：《共助》飾演 素妍
- 2017年：《王的偵探事件簿》
- 2017年：《犧牲復活報告書》
- 2018年：《我和春天的約定》
- 2018年：《極智對決》飾演韓科長
- 2018年：《證人》飾演 賢正，智友的媽媽
- 2019年：《滿月》
- 2019年：《變身（朝鲜语：변신 (2019년 영화)）》飾演 崔明珠
- 2020年：《樂園之夜（朝鲜语：낙원의 밤）》飾演 泰久的姐姐（特別出演）
- 2020年：《永生戰》飾演 林世恩
- 2022年：《共助2》飾演 素妍
- 2022年：《狼狩獵》飾演 崔明珠
- 2023年：《英雄》飾演 金亞麗（特別出演）
- 2023年：《蜘蛛網》飾演 白會長
- 2024年：《乌有之地》饰演 老师
- 2024年：《午后四时》[4]
- 待定：《消防官（朝鲜语：소방관 (영화)）》
- 待定：《这必须是个秘密》（비밀일 수밖에）[5]

### 综艺节目
- 2023年：MBC《世界警察：Super Police》（세계경찰: 슈퍼폴）[6]

## 獲獎
- 2013年：第22屆釜日電影獎－女配角獎（狼少年）
- 2013年：第50屆大鐘獎－女配角獎（狼少年）
- 2013年：SBS演技大賞－長篇電視劇 特別演技賞（結婚的女神）
- 2021年：MBC演技大獎－迷你劇部門 女子優秀演技賞（黑色太陽）[7]

## 外部連結
- 張榮男在NAVER上的资料
- 張榮男在Daum上的资料